# Cuando Juan y Tula fueron a Siritinga
Cuando Juan y Tula fueron a Siritinga fue un serial radiofónico (ficción dramatizada o radioteatro) producido por Radio 3 en España. Se estrenó su emisión el 1 de noviembre de 2000 y su último capítulo salió en antena el 18 de junio de 2001, y se repuso con posterioridad. Fue escrita y dirigida por Carlos Faraco. Narraba las aventuras del zahorí Juan de Olarcos y de su compañera Tula, la mujer chacal, en el moribundo planeta Siritinga. Mezcla explosiva de fantasía, ciencia ficción y aventura, humor meta-radiofónico e innumerables referencias literarias, musicales y cinematográficas, Cuando Juan y Tula fueron a Siritinga marcó un hito de las producciones radiofónicas españolas.

## Argumento

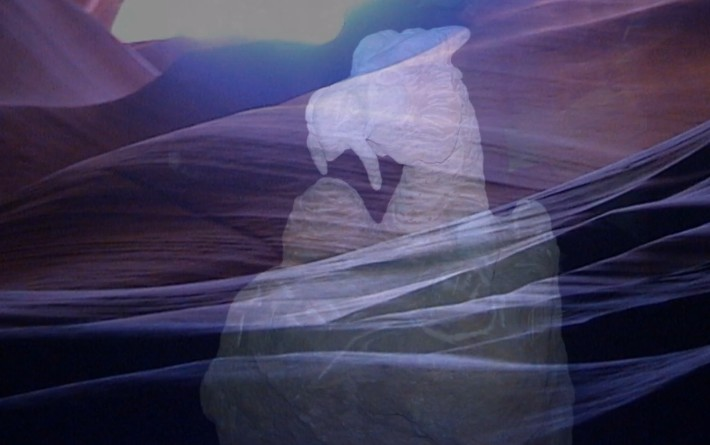
Fotomontaje de Carlos Faraco del Dragón de Siritinga.

### Historia
La historia de las luchas de poder del planeta Siritinga es larga y compleja. En el noveno y último invierno de la era Ermidar Gelis, la muerte de Mortelune Leri, miembro del Consejo de Taifas de los Tres Puertos, provoca un cambio en el equilibrio de poder de Siritinga. Mortelune Leri es sustituido por su hijo primogénito: el joven y ambicioso Tanom Leri. Tanom Leri se proclama caudillo de todos los taifas Atar-Tingar tras asesinar al consejero Levan Kelar. Su primera orden es sentenciar la esclavitud del pueblo Viborx, raza de seres subterráneos que pueblan las entrañas de Siritinga.
Pero Varnaal Emayl, el único consejero de la ciudad de Saúco Gris que sobrevive a la revuelta provocada por el decreto esclavista, contraataca con un astuto movimiento: contrata en secreto a un prestigioso guerrero mercenario y le entrega el poder de las ciudades de Laris y Arenas. Se trata de El-Jormaz de Saralham, que con su guardia Alcotán derrota, apresa y recluye al caudillo Tanom Leri, y promueve la creación del Tribunal de los Códigos de Laris, Arenas y Saúco Gris. Para realizar la limpieza política de la administración de Siritinga, El-Jormaz pone al frente al minucioso sátrapa larisio Moxe Sikarra. Se inicia la era Darsemar Gelis, era en la que El-Jormaz tiene el poder en Siritinga. Con el paso de los años, El-Jormaz va acumulando una gran cantidad de enemigos entre los taifas Atar-Tingar. Esto le obliga a ceder parte de su poder durante el cuarto invierno de la era, nombrando Arconte del Tribunal de los Códigos a la joven y astuta Moona Tirrel, la hija del difunto Levan Kelar.
Durante el sexto invierno de la era Darsemar Gelis, el planeta Siritinga empieza a sufrir una serie de inquietantes fenómenos sísmicos y un continuo descenso del Flujo Bermellón en el desfiladero. Para solucionar la situación, El-Jormaz manda llamar al zahorí Juan de Olarcos, poseedor de extraños poderes geodésicos. Juan llega a Siritinga junto a una bella mujer chacal, su inseparable compañera Tula de Salquarim. Aquí comienza la historia de “Cuando Juan y Tula fueron a Siritinga”.

### Personajes protagonistas

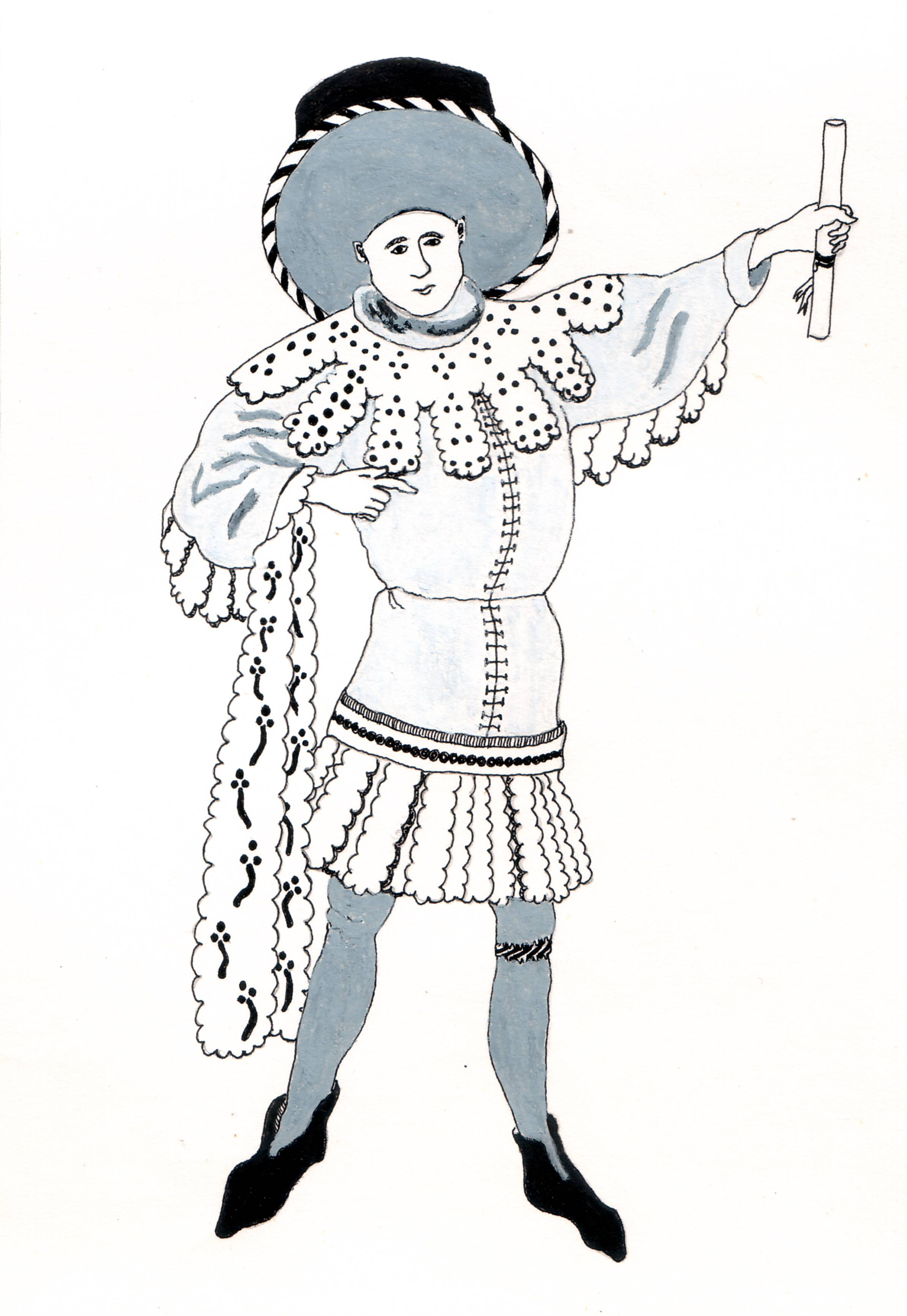
Boceto del zahorí de Estelasbrumas, dibujado por Faraco, en la fase de diseño de Cuando Juan y Tula fueron a Siritinga. Tomado de una miniatura sobre pergamino (naipe alemán del siglo XV), cuyo original se guarda en el Museo de Stuttgart (Alemania).

Juan de Olarcos
Juan, Zahorí Mayor de Estelasbrumas en el mundo de Olarcos, constelación de los Gemelos, imperio de Oriente. Como todos los pobladores del mundo de Olarcos es físicamente un niño y su vida es larga. Los nativos de Olarcos poseen un don relacionado con las geomancias. Juan tiene la intuición de las venas de agua de los más antiguos zahoríes, pero su percepción es un millón de veces más poderosa que la de cualquiera de los geománticos vivos conocidos.
El-Jormaz de Saralham
Gigante de más de tres metros, guerrero y mago poseedor de extraños poderes. Esconde en los pliegues de su capa, además de su pipa de Shjaskar, a su mascota Gorella, enorme araña siempre dispuesta a defender su vida. Originario del planeta Saralham adquirió su prestigio como estratega de la guerra de los Crisoles Daya.
Su destino está escrito en una profecía del oráculo de Kransis:
Por el viento Lar: Que la mariposa morirá a la sombra del dragón
Por el viento Sar: Que la sangre derramada por el cometa hará temblar tu propia sangre
Por el viento Mar: Que el gigante entregara su magia al niño, y en ello cumplirá su destino
Por el viento Zar: Que cuando todo esto se cumpla, verás la cara del enemigo de tu destino y lo amarás
Tula de Salquarim
Mujer chacal, natural de Salquarim. Su capacidad física es asombrosa, sus reflejos son rápidos, su olfato poderosísimo y su intuición asombrosa. Tula tiene una conexión mental permanente con Juan de Olarcos, lo que le permite oír sus pensamientos y detectar sus emociones.

## El Mundo de Siritinga

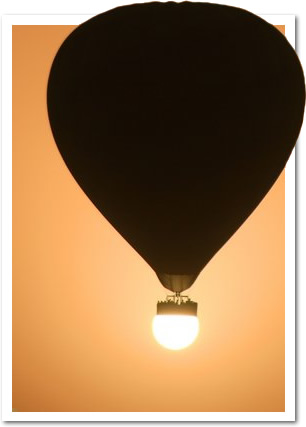

### Geografía física y política
Según se indica en la escuela del capítulo cero, Siritinga es un planeta que gira alrededor del sol azul de Pantar. Pero la rotación de Siritinga es especial, porque gira de occidente a poniente. Por lo tanto en Siritinga poniente es levante y viceversa.
El desfiladero de Siritinga es una herida en el arenoso planeta, un arco abierto en su extremo oriental que después más de 3000 leguas hacia el oeste acaba embolsándose en el circo eólico de Laris. Las corrientes que salen del desfiladero hacen de contención a los vientos de la superficie del planeta, arrastrando grande cantidades de arena y generando la gran duna de Siritinga.
La primera ciudad en la boca del desfiladero, al pie de la gran duna, es Arenas, la ciudad de los comerciantes. Allí llegan las grandes naves interestelares cuyas mercancías serán embarcadas en los globos con destino al Palacio de las Aduanas de Laris, al otro lado del desfiladero. 
Desde Arenas, los globos se desplazan gracias a una corriente de baja altura hasta la ciudad de Laris. En su recorrido trayecto se encontrarán con el callejón de las arenas locas y las cinco simas. De ellas, la última es Sima Sira, la entrada al laberinto del Pueblo Viborx, cavernícolas ciegos como topos y sanguinarios como garrapatas. Más allá de las simas, se encuentra el estrecho de Gloca, un pasadizo donde los vientos adquieren velocidades de vértigo. Tras el estrecho se cuelgan de las paredes del desfiladero los nidos de Jazna y el oasis de Valjalla, hogar del pueblo Alcotán, mercenarios de El Jormáz. Luego, el desfiladero se ensancha, las corrientes se remansan y el lecho se humedece dando lugar a un pantano arenoso donde se encuentra la monumental Saúco Gris.
En Saúco Gris reside la clase alta del poder político, religioso y comercial del desfiladero. En ella se encuentran asimismo el Palacio Tirrell y el Tobar Sagrado. Al abandonar Sauco Gris empieza el circo eólico de Laris, cuyo Palacio de las Aduanas es el destino final de los globos de Siritinga. Gracias a la corriente en ascensor de Laris, controlada por la policía aerostática de Sitiringa, se puede regresar al Puerto de Arenas.

### Seres y razas
- Alcotán
- Atar-Tingar
- Cimarrones
- Viborx
- Centauros Yrigaar

## Listado de capítulos
Cuando Juan y Tula fueron a Siritinga constó de 86 capítulos de aproximadamente diez minutos.